# Aethecerinus wilsonii
Aethecerinus wilsonii là một loài bọ cánh cứng trong họ Cerambycidae.